# Charlotte Lewis (cestista)
Charlotte Lewis (Chicago, 10 settembre 1955 – Kansas City, 17 settembre 2007) è stata una cestista statunitense.

## Carriera
Con gli Stati Uniti ha disputato i Campionati mondiali del 1975 e i Giochi olimpici di Montréal 1976.